# NGC 3392
NGC 3392 (другие обозначения — MCG 11-13-42, ZWG 313.37, PGC 32512) — эллиптическая галактика (E) в созвездии Большая Медведица.
Этот объект входит в число перечисленных в оригинальной редакции «Нового общего каталога».
В галактике вспыхнула сверхновая SN 2010Y типа Ia, её пиковая видимая звездная величина составила 15,9.